# Relazioni bilaterali tra Georgia e Israele
Le relazioni bilaterali tra Georgia e Israele sono i rapporti diplomatici, commerciali e culturali tra Georgia e Israele. Le relazioni diplomatiche sono state formalmente stabilite il 1º giugno 1992. La Georgia ha un'ambasciata a Tel Aviv. Israele ha un'ambasciata a Tbilisi.

## Storia

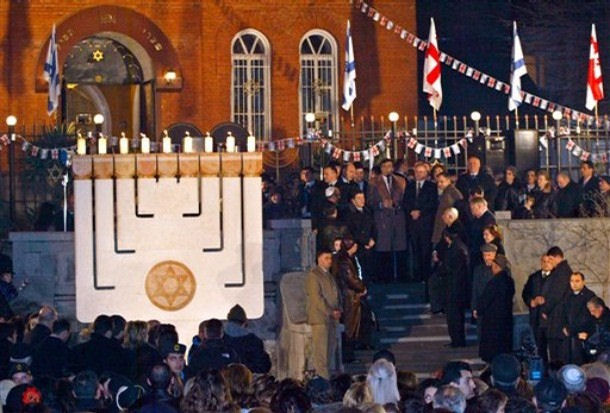
In occasione del 60º anniversario di Israele a Tbilisi

Ci sono 120.000 ebrei georgiani che vivono in Israele e 13.000 in Georgia.
Durante la guerra dell'Ossezia del Sud del 2008, il Ministero degli Affari Esteri israeliano ha dichiarato che Israele "ha riconosciuto l'integrità territoriale della Georgia e ha chiesto una soluzione pacifica". Il 15 agosto 2008, gli israeliani hanno manifestato a Tel Aviv a sostegno della Georgia formando una catena umana e chiedendo al governo israeliano di accrescere il proprio sostegno alla Georgia.
Il 20 novembre 2012, durante l'Operazione Colonna di nuvola dell'IDF nella Striscia di Gaza, si è svolta una grande manifestazione a sostegno di Israele nella capitale georgiana di Tbilisi.

## Cooperazione economica e turistica
La Camera di Commercio non governativa Israele-Georgia è stata istituita nel 1996 per sostenere la crescita delle relazioni commerciali, turistiche e culturali bilaterali.
Nel 2010 Israele e Georgia hanno firmato accordi bilaterali nel settore del turismo e del traffico aereo. Nell'ottobre 2010, il ministro dell'economia georgiana e dello sviluppo sostenibile Vera Kobalia ha visitato Israele.
I backpacker israeliani hanno iniziato a visitare la Georgia negli anni '90 e la Georgia è diventata una destinazione popolare per gli israeliani grazie alla sua vicinanza, ai legami culturali e alla relativa economicità. Nel 2017, oltre 115.000 israeliani hanno visitato la Georgia.

## Cooperazione militare
Israele si è impegnato in un'ampia cooperazione militare con la Georgia. Israele ha venduto veicoli corazzati e armi leggere alla Georgia, e le forze speciali israeliane e gli appaltatori privati hanno addestrato le truppe georgiane. Israele ha venduto alla Georgia la sua flotta di UAV, lanciarazzi LAR-160, mine anticarro e bombe a grappolo. Il 5 agosto 2008, è stato riferito da Stratfor e Russia Today che Israele aveva in programma di sospendere le vendite di armi alla Georgia a causa delle obiezioni russe. Israele ha continuato ad addestrare le forze di sicurezza georgiane, anche se su scala più limitata.
Una delegazione georgiana comprendente il primo ministro georgiano Bidzina Ivanishvili e il ministro della Difesa Irakli Alasania ha visitato Israele nel giugno 2013 con l'apparente intenzione di rinnovare la cooperazione militare e di acquisire armi difensive come droni e missili anticarro e antiaerei; tuttavia, non sono stati fatti ulteriori annunci.

## Diplomazia
Repubblica di Georgia
- Tel Aviv (ambasciata)
- Gerusalemme (consolato)

Stato di Israele
- Tbilisi (ambasciata)